# Hallucinogen Persisting Perception Disorder

Simulation von Visual snow, einer HPPD-typischen Störung im Sichtfeld.

Die Hallucinogen Persisting Perception Disorder (HPPD; dt.: fortbestehende Wahrnehmungsstörung nach Halluzinogengebrauch) ist eine psychische Störung, die der Definition nach durch Konsum von Halluzinogenen ausgelöst wird. Betroffene haben in regelmäßigen Abständen oder sogar jederzeit sogenannte Flashbacks, also Pseudohalluzinationen, die erlebt werden, obwohl der eigentliche Drogenrausch schon längst vorbei ist und das Halluzinogen und dessen Metaboliten den Körper verlassen haben.
Zu den weiteren Symptomen gehören: Dysphorie, Konzentrationsstörungen, Depersonalisation, Derealisation, Dissoziation, Mikropsie, Makropsie und Depression.
HPPD wird definiert durch DSM-5 und hat in diesem Klassifikationssystem den Diagnoseschlüssel 292.89. Die Pseudohalluzinationen müssen den Betroffenen im normalen Leben einschränken, und andere Ursachen, wie Epilepsie, Delirium oder Schizophrenie müssen ausgeschlossen werden, damit HPPD diagnostiziert werden kann. Einschränkungen sind zum Beispiel Konzentrationsschwächen oder ein erschwertes Lesen. Im ICD-10 entspricht der Diagnoseschlüssel F16.7 am ehesten dem Krankheitsbild. HPPD ist sowohl unter Konsumenten von Halluzinogenen als auch unter Psychiatern wenig bekannt und kann deshalb als akute Substanzinduzierte Psychose fehldiagnostiziert werden. Von dieser ist HPPD jedoch als chronische Störung durch länger zurückliegenden Gebrauch der auslösenden Substanzen zu unterscheiden.

## Diagnose
In Deutschland ist die Hallucinogen Persisting Perception Disorder unter Psychiatern wenig bekannt und wird deshalb auch nur selten diagnostiziert. Zudem existieren keine repräsentativen Studien über die Häufigkeit dieser Störung. Betroffene suchen oft jahrelang nach einer Diagnose.
Bildgebende Verfahren sind normalerweise ohne Befund. Ein Elektroenzephalogramm (EEG) zeigt selbst unter Extrembelastung und Photostimulation keine Unregelmäßigkeiten, selbst wenn der Patient währenddessen unter starken Wahrnehmungsstörungen leidet.

## Ursachen
Die meisten dokumentierten Fälle sind durch LSD ausgelöst worden. Es ist naheliegend, dass auch andere Halluzinogene mit ähnlichen Wirkungen, wie zum Beispiel Meskalin, DMT oder Psilocin, HPPD auslösen können.
Per Definition können nur Menschen an HPPD erkranken, die auch Halluzinogene konsumiert haben.

## Behandlung
Es gibt kein anerkanntes Heilmittel und keine anerkannte Therapie für HPPD. Die Rate an Spontan-Remissionen bei HPPD ist sehr hoch.
Es existieren Berichte darüber, dass verschiedene Arzneimittel eine teilweise oder auch vollständige Remission ermöglichen.
- Lamotrigin: Ein Antikonvulsivum, welches Einzelfallberichten zufolge zu einer deutlichen Besserung der HPPD-Symptome führte.[3][4]
- Clonidin: Ein Antihypertensivum, das einer Pilotstudie mit acht Patienten nach zu einer deutlichen Linderung von „LSD-bezogenen Flashbacks“ verhelfen könnte.[5]
- Levodopa

Häufig sind bei einer psychotischen Form diejenigen Maßnahmen förderlich, die auch zur Behandlung einer Psychose angewendet werden. Daneben gibt es Hinweise auf Maßnahmen, die die Symptome lindern sollen:
- Stimulantien, darunter Koffein, Taurin und Nikotin, vermeiden. Sie verschlimmern bisweilen die Symptome.
- Psychopharmaka wie Tranquilizer oder Antipsychotika sollten nur in Absprache mit einem erfahrenen Psychiater eingenommen werden. Sie wirken oft paradox und können auch zu permanenter Symptomverschlimmerung führen.[6]
- Anwendung von Entspannungstechniken.
- Je nach Fall kann es sinnvoll sein, sensorische Deprivation zu vermeiden. Manche Betroffene berichteten, dass sie allein durch das Starren auf eine weiße Wand Pseudohalluzinationen hervorrufen können. Dann mag Ablenkung oder Beschäftigung hilfreich sein. In anderen Fällen ist aber die Vermeidung von zu viel oder von stressigen Reizen angezeigt, wenn deren Verarbeitung zur Überforderung führt.